# Thomas Rowlandson
Thomas Rowlandson (født 14. juli 1756 i London, død 22. april 1827) var en engelsk tegner.
Efter afslutningen af skolegangen tog han som 16-årig til Paris, hvor han brugte to år på et akademi for tegnere. Efter opholdet i Paris påbegyndte Rowlandson studier ved Royal Academy of Arts i London. 
Han var som tegner en skildrer af samtiden med motiver fra Paris, Tyskland og frem for alt London og engelske typer fra alle samfundslag. 
Han levede en libertiners liv og spillede sine penge op lige så hurtigt som han tjente dem. Han kunne måle sig med Hogarth, han havde en grovkornet humor, der ofte var rå og kynisk, satiren var brutal og lasterne blev skildret uden noget filter. 
Rowlandson var en udpræget personlighed samtidig med, at han var en repræsentant for samtidens England. 
Til Rowlandsons mest betydende værker henregnes serierne The microcosm of London (1808), The tours of Dr Syntax (1812-21), The English Dance of Death (1815-16) samt illustrationer til "The humorist". Han fremstillede også en række tegninger og tryk af erotiske motiver.